# گونزالو روخاس
گونزالو روخاس (انگلیسی: Gonzalo Rojas; ۲۰ دسامبر ۱۹۱۷ – ۲۵ آوریل ۲۰۱۱) یک شاعر، دیپلمات و معلم اهل شیلی بود. او در طول زندگی حرفه ای خود بیش از ۴۰ مجموعه شعر نوشت و منتشر کرد.
روخاس در ۲۰ دسامبر سال ۱۹۱۶ در لیبو، شیلی به دنیا آمد. او با بورس تحصیلی در مدرسه شبانه‌روزی تحصیل کرد و در نهایت در دانشگاه شیلی در سانتیاگو به تحصیل حقوق و ادبیات پرداخت. روخاس هنگام کار بر روی اولین دفتر شعر خود به معدنچیان صحرای آتاکاما نیز سواد می‌آموخت. در این مدت او همچنین یک مجله ادبی به نام قطب جنوب تأسیس کرد که به عنوان سردبیر آن فعالیت کرد.
انتشار اولین مجموعه او، La miseria del hombre (بدبختی انسان)، در سال ۱۹۴۸، او را تبدیل به شاعری شناخته شده کرد. روخاس مجموعه‌های بیشمار دیگری مانند Contra la muerte (در برابر مرگ، ۱۹۶۴)، Oscuro (تاریکی، ۱۹۷۷) و Del relámpago (از رعد و برق، ۱۹۸۱) را در طول هفت دهه زندگی حرفه ای خود منتشر کرد.
او همچنین به عنوان مدرس و مدیر در دانشگاه Concepción کار کرد و سمینارها و کنفرانس‌ها را در دوران اوج ادبیات آمریکای لاتین در دهه ۱۹۶۰ سازماندهی نمود.

## فعالیت سیاسی
در اوایل دهه ۱۹۷۰، روخاس به عنوان سفیر دیپلماتیک خدمت کرد تا اینکه تنش‌های سیاسی منجر به تبعید او شد. از آن پس برای تدریس ادبیات اسپانیایی به دانشگاه‌های آلمان، اسپانیا، ایالات متحده و مانند سفر کرد.
کمک‌هزینه گوگنهایم به روخاس اجازه داد تا در سال ۱۹۷۹ به شیلی بازگردد. او در شهر چیلان ساکن شد و در آنجا به انتشار اشعار مشهورش ادامه داد.

## جوایز
روخاس در سال‌های آخر عمر برنده جایزه ملی ادبیات شیلی (بالاترین جایزه ملی شیلی برای نویسندگان)، جایزه میگل دی سروانتس اسپانیا، جایزه اکتاویو پاز مکزیک و جایزه خوزه هرناندز آرژانتین شد.